# Луций Емилий Пап (претор 205 пр.н.е.)
Вижте пояснителната страница за други личности с името Пап.
Луций Емилий Пап (на латински: Lucius Aemilius Q. F. CN. N. Papus; † вер. 171 пр.н.е.) e политик на Римската република през края на 3 и началото на 2 век пр.н.е.
Произлиза от клон Пап на фамилията Емилии. Вероятно е син на Луций Емилий Пап (консул 225 пр.н.е.) и внук на Квинт Емилий Пап (консул 282 и 278 пр.н.е.).
Емилий Пап е през 205 пр.н.е. претор и получава провинция Сицилия. При него служи като военен трибун Гай Октавий (прапрадядо на Август). Вероятно става след това децемвир (decemvir sa-crorum) и умира през 171 пр.н.е.